# Ting
För andra betydelser, se Ting (olika betydelser).

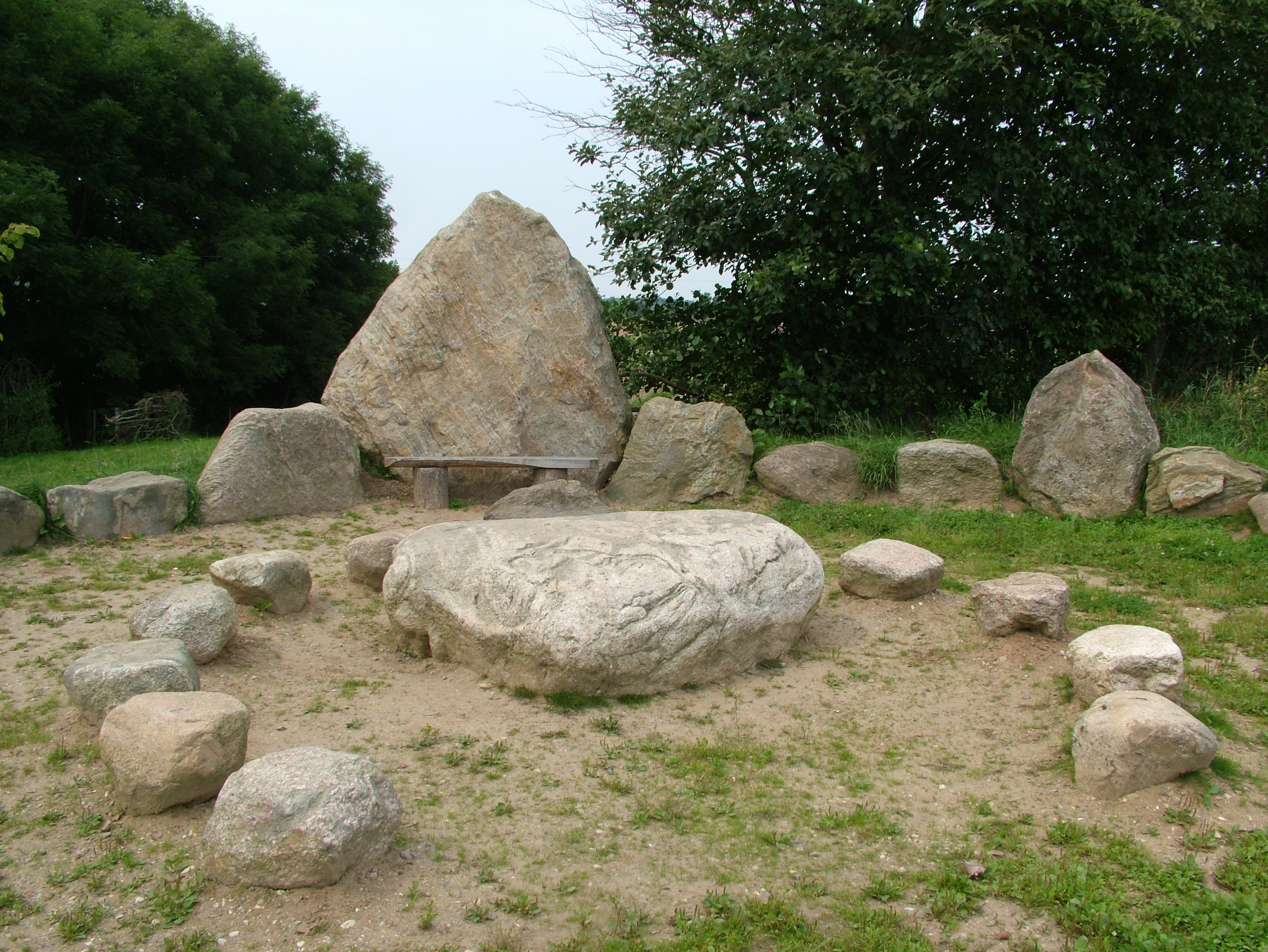
Tingsplats i Gulde i Schleswig-Holstein.

Ting var politiska församlingar för lagstiftning, rättskipning och förvaltning i det forntida, vikingatida och medeltida Norden. Olika typer av ting var lokala bygdeting, svenska lagmansting och norska lagting. Begreppet har levt vidare i namn på nordeuropeiska parlament som Alltinget, Stortinget, Folketinget och Tynwald.

## Olika ting
Typiska svenska ting var landstingen (landskapsting), men det enda som tidigare uttryckligen ansågs ha kallats för allting var det gotländska Gutnaltinget i Roma. Detta har dock starkt ifrågasatts av nyare forskning. Jämtarnas gemensamma ting i Jämtland kallades för Jamtamot ("jämtarnas möte") och låg på Frösön i Storsjön. Från medeltiden kom rättskipningen att skötas av separata ting, som i Norge kallades lagting och i Sverige lagmansting.
Islands parlament kallas än idag för Alltinget, medan parlamentet i Danmark kallas Folketinget. I Norge heter det Stortinget samt på Färöarna och Åland används benämningen lagting, nämligen Färöarnas lagting och Ålands lagting.